# 10159 Tokara
10159 Tokara este un asteroid din centura principală de asteroizi.

## Descriere
10159 Tokara este un asteroid din centura principală de asteroizi. A fost descoperit pe 9 decembrie 1994 la Ōizumi de Takao Kobayashi. El prezintă o orbită caracterizată de o semiaxă mare de 2,41 ua, o excentricitate de 0,13 și o înclinație de 7,4° în raport cu ecliptica.